# 호아오 로하스
호아오 루빈 로하스 멘도사(스페인어: Joao Robin Rojas Mendoza ʝoˈao ˈroxas[*], 1989년 6월 14일, 라 트론칼 ~)는 에콰도르의 축구 선수이다. 그는 현재 에콰도르 세리에 A의 오렌세 SC와 에콰도르 국가대표팀에서 활약하고 있다.

## 클럽 경력

### 에콰도르
이미 젊은 나이에, 그는 벌써 80번의 프로 경기에 출전했다. 그는 무니시팔 카냐르의 유소년 팀에서 축구를 시작하여 12달간 이곳에 머물렀다. 그 다음해, 그는 데포르티보 케베도로 이적하였다가 잠깐 바르셀로나 스포르팅으로 이적하기도 했다. 2007년, 그는 테크니코 우니베르시타리오로 이적해 본격적으로 프로 무대에 첫 선을 보였다. 2008 시즌, 그는 테크니코에서 활약하면서 대회 최우수 신인 선수로 선정되었다. 그러나, 테크니코가 리기야 본선 진출에 실패함에 따라, 클럽은 그를 에콰도르 2부 리그의 리버 플레이트 에콰도르로 1월까지 임대했다. 그는 오프 시즌 기간 동안 에멜레크 이적과 링크되었다. LDU 키토, 엘 나시오날, 그리고 바르셀로나 스포르팅은 그의 영입에 관심을 표했으나, $1M의 이적료로 인해 그의 영입안을 기각해야만 했다. 2009년 2월 10일, 로하스는 에멜레크와 계약했다.

### 모렐리아

#### 2011 시즌
에멜레크는 2011년 1월에 로하스를 모렐리아로 임대시켰고, 로하스는 첫 시즌에 22번 출전해 5골을 집어넣었고, 이 중 2골은 클루브 아메리카와의 준결승전에서 기록하였고, 또한 UNAM과의 결승전 홈경기 1차전에서도 득점하며 1-1 무승부를 이끌었다. 그러나, 팀은 리그 우승에 실패, 준우승에 머물렀다.

#### 2011–12 시즌
모나르카스는 미초아카 연고의 클럽에 그를 완전히 데려오는데 성공하였고, 그에게 등번호 10번을 부여했다. 로하스는 20경기에 나와 2골을 넣었다. 시즌 후반전인 클라우수라에서, 로하스는 클럽이 리가 MX와 CONCACAF 챔피언스리그 준결승에 오르는데 일조했다.

#### 2012–13 시즌
2012 아페르투라 시즌 시작 전, 모렐리아는 그의 전 에콰도르 U-20 국가대표팀 동료인 헤페르손 몬테로를 영입했고, 로하스와 몬테로는 리그와 코파 MX 경기에서 서로를 지원했다. 그의 시즌 첫 골은 3-0으로 이긴 푸에블라전에서 나왔다. 이후, 그는 클루브 레온과의 리그와 컵 경기에서 일주 이내의 간격으로 득점하였다. 그는 케레타로전과 아틀라스전에서 2골을 더 득점했다.

### 크루스 아술

#### 2013–14 시즌
리가 MX 드래프트 기간에 호아오 로하스는 크루스 아술로 이적하고 등번호 11번을 받았다. 그의 클럽 데뷔전은 7월 20일, 1-0으로 이긴 몬테레이와의 경기였다. 7월 26일, 호아오는 산토스 라구나전에서 크루스 아술에서의 1호골을 득점하였으나 팀의 2-3 패배를 막지는 못하였다.

## 국가대표팀 경력
그는 2008년 11월, 멕시코전에서 국가대표팀 경기에 처음으로 차출되 출전하였다. 그는 경기 막판에 교체되어 들어갔다. 로하스는 다음해인 2009년 3월, 엘살바도르와의 친선전에서 국제경기에 처음으로 선발로 나섰다.
로하스는 스피드, 스킬, 그리고 신체조건으로 인해 "엘 우니베르소"에서 크리스티안 베니테스와 비교되었다. 그는 베네수엘라에서 열린 2009년 CONMEBOL U-20 축구 선수권 대회에 참가했었다. 그는 2-1로 이긴 페루와의 경기에서 멀티골을 박았다. 로하스는 남아메리카 월드컵 예선전을 앞두고 차출되었으며, 어깨 부상으로 카를로스 테노리오와 선발 경쟁중이다.

## 경력 통계

### 국가대표팀 득점 기록
| #  | 날짜             | 경기장                                            | 상대       | 점수 | 결과 | 대회                      |
| -- | ---------------- | ------------------------------------------------- | ---------- | ---- | ---- | ------------------------- |
| 1. | 2011년 11월 11일 | 에스타디오 데펜소레스 델 차코, 아순시온, 파라과이 | 파라과이   | 1–2  | 1–2  | 2014년 FIFA 월드컵 예선전 |
| 2. | 2013년 3월 21일  | 에스타디오 올림피코 아타왈파, 키토, 에콰도르      | 엘살바도르 | 5–0  | 5–0  | 친선경기                  |

## 수상
크루스 아술
- CONCACAF 챔피언스리그: 2013–14